# 3年目の浮気
3年目の浮気（さんねんめのうわき）は、ヒロシ&キーボーのデビュー曲である。
オリコン1位を3週連続で獲得し、73万6000枚を売り上げる大ヒットとなった。TBS系列『ザ・ベストテン』では1982年11月25日に初登場で8位、最高2位（3週連続）まで浮上し、1983年2月3日まで11週連続でランクインされた。なお同番組の1982年度年間ランキングでは45位、1983年度年間ランキングは64位だった。累計売上は130万枚。
本曲の大ヒットがあるものの、ヒロシ&キーボーはNHK『NHK紅白歌合戦』に出場歴がない。歌詞の内容により紅白に出場できなかったと2人はフジテレビ系列『HEY!HEY!HEY! MUSIC CHAMP』出演時に語っている（ヒットから約25年後、2008年になってようやくNHKの歌番組で2人は同曲を歌唱披露した）。

## 内容
- 男女のデュエット曲である。
- 浮気した男とそれを責める女のコミカルな会話が描かれている。1番・2番とも、最初は強気だった男が女と言い争った末、最後には男が急に弱気になってしまい、女の方が逆に強く出るのが特徴である。

## 収録曲
両曲とも、佐々木勉作詞・作曲、櫻庭伸幸編曲。

### A面
1. 3年目の浮気  – (3分34秒)

### B面
1. 愛し合うなら…今  – (3分26秒)

## 競作・カバー
- 三浦弘とハニー・シックス - 本楽曲発売年と同じ1982年にビクターから「三年目の浮気」（「三」は漢数字）のタイトルで、競作またはカバーをしている。
- トリンドル玲奈・くろさわ博 - オリジナルシンガーであるくろさわが、ソフトバンクモバイルの割引キャンペーン告知に関連して替え歌『3年タダの学割』を制作。同社ウェブおよびCMで2012年3月から配信および放送された。
- 松田弘・原由子 - 2008年に行われた桑田佳祐のライブ『昭和八十三年度! ひとり紅白歌合戦』で披露。同名映像作品に収録、2009年3月25日に発売した。
- 沼倉愛美・今井麻美 - 2009年にラジオ大阪の『THE IDOLM@STER STATION!!!』のコーナー「歌姫楽園NEW BE@T」にてカバーし、2010年発売のアルバム『THE IDOLM@STER STATION!!! SECOND TRAVEL 〜Seaside Date〜』に収録した。
- 戸松遥・鈴木達央 - 2013年4月24日発売のBlu-ray『となりの怪物くん 6』の完全生産限定版の特典としてカバー曲が収録されたCDが付属されている。
- アイドリング!!! - 2013年8月にリリースされたシングル「サマーライオン」の初回限定盤Bのカップリング曲として収録（女性パートはメンバーの河村唯が演じる架空の演歌歌手・川村梅子という設定（名義）。男性パートはメロディのみ）。
- 木山裕策・Mr.シャチホコ - 木山裕策とMr.シャチホコによるコラボユニットのアルバム『木山と木山 〜夢のディナーショー』（2023年4月26日）に収録[1]。
- 岩佐美咲 - 2025年4月2日発売のCD『マッチ（特別版B）』に玉袋筋太郎とのデュエットでC/W曲として収録。玉袋パート・岩佐パートの歌入りカラオケも収録あり。

## アンサーソング
- ヒロシ&キーボーの2ndシングル「5年目の破局」はこの曲へのアンサーソングである。